# Kompleks żytni bardzo słaby
Kompleks żytni bardzo słaby (7)  − obejmuje najsłabsze gleby wytworzone z piasków słabo gliniastych i piasków luźnych. Gleby wchodzące w skład tego kompleksu są trwale zbyt suche i ubogie w składniki pokarmowe, co powoduje, że nawet nawożenie mineralne powoduje nieznaczny wzrost plonu. Na glebach tego kompleksu uprawia się prawie tylko żyto i łubin żółty gorzki. Mała przydatność rolnicza tego kompleksu powoduje, że gleby wchodzące w jego skład powinny być zalesione. Kompleks ten jest zaliczany do VI klasy bonitacyjnej.